# Rosevindue
Rosevindue eller bare rose er et cirkelrundt vindue, hyppigt af meget anselig størrelse og placeret i de middelalderlige storkirkers vestfacader, hvor det findes i midtpartiet, over hovedindgangsdøren som for eksempel i Notre Dame i Paris. I den senromanske stil, hvor rose først optræder, er murstavene ofte formede som søjler, der mod deres natur stilles som eger i et hjul; gotikken bruger sit sædvanlige stavværk i dets mange skiftende former.